# Pandemia de COVID-19 na Guiana
Este artigo documenta os impactos da pandemia de coronavírus 2019-2020 na Guiana e pode não incluir todas as principais respostas e medidas contemporâneas.

## Linha do tempo
Em 10 de março de 2020, foi documentado o primeiro caso do vírus no país. O primeiro caso foi de uma mulher que havia viajado para Nova Iorque. Após ser internada durante apenas um dia em um hospital público de Georgetown,  foi anunciada a morte da mulher, de 52 anos que possuía outras doenças que aumentam o risco de letalidade do vírus, como diabetes e hipertensão.
Em 18 de março de 2020, a Autoridade de Aviação Civil da Guiana fechou os aeroportos do país para voos internacionais de passageiros por 14 dias. Todas as escolas foram fechadas.
Em 19 de março de 2020, a Autoridade de Aviação Civil da Guiana (GCAA) fechou o espaço aéreo da Guiana a todas as chegadas internacionais.
Em 23 de março de 2020, os Tribunais da Guiana anunciaram operações limitadas ou suspensas.
Em 25 de março de 2020, Karen Gordon-Boyle, vice-diretora médica, anunciou que apenas as pessoas que exibem sinais de infecção pela COVID-19 ou que viajaram para o exterior serão testadas. A Organização Pan-Americana da Saúde havia fornecido à Guiana 700 kits de teste e 400 kits de triagem.
Em 1 de abril de 2020, uma segunda morte foi anunciada. A vítima é um ex-técnico de emergência médica de 38 anos. O número total de casos é de 12: 10 na região 4 , 1 na região 3 e 1 na região 6 . 52 pessoas foram testadas até agora.
Em 3 de abril de 2020, a Guiana registrou 19 casos e 4 mortes, dando ao país a maior taxa de mortalidade por casos de COVID-19 do mundo, com 21,05%.
o Ministro da Saúde anunciou que todos os residentes da Guiana serão restritos a suas casas / pátios. Um toque de recolher nacional entrará em vigor das 18:00 às 06:00. O toque de recolher já havia sido declarado em 30 de março na Região 10. Um número limitado de serviços essenciais estará operando diariamente com horas reduzidas de serviço.
Em 6 de abril de 2020, a Guiana registrou 29 casos.
Em 8 de abril de 2020, foi anunciado que o coronel John Lewis, morto em 7 de abril, havia contraído a COVID-19. Ele não havia sido testado até depois de morrer. Sua esposa morreu de pneumonia 12 dias antes.
Em 9 de abril de 2020, a União Europeia anunciou uma doação de 8 milhões de euros (US $ 8,6 milhões), que será implementada pela Agência de Saúde Pública do Caribe. A Guiana é um dos 24 membros da CARPHA.
Uma menina de 6 anos foi levada às pressas para o Complexo Hospitalar Linden. Dada a gravidade da doença, ela foi transferida para Georgetown, mas morreu em 90 minutos. Ela será testada para COVID-19 porque estava com febre e dificuldade para respirar.

Volda Lawrence, ministra da Saúde Pública, anunciou que não havia novos casos em 9 de abril e que um total de 152 pessoas havia sido testado.